# U-429
U-429 — немецкая средняя подводная лодка типа VIIC.

## История службы
Заложена 14 сентября 1942 на верфи Данцига. Строилась изначально для Королевских ВМС Италии, получила имя S-4. Спущена была на воду 30 марта 1943, в состав флота Италии была принята 14 июля. Командовал подводной лодкой итальянец.
После капитуляции Италии 8 сентября в экстренном порядке была передана Кригсмарине. Совместно с подлодками U-428 и U-430 была передана в состав учебной флотилии для службы в Балтийском море и подготовки экипажей к службе в Атлантике.
30 марта 1945, спустя ровно два года после спуска на воду, дислоцированная в Вильгельмсхафене подлодка подверглась авианалёту сил 8-й воздушной армии США. U-429 затонула после попадания нескольких бомб. В этот момент на подлодке не было никого из членов экипажа.

## В массовой культуре
В фильме «U-429: Подводная тюрьма» рассказывается о вымышленной встрече американской субмарины «Суордфиш» и немецкой U-429.